# امیر مجد
امیر مجد نخستین فرمانده واحد بسیج مستضعفین بود که توسط سید ابوالحسن بنی‌صدر، رئیس‌جمهور وقت ایران، حکم گرفت. او یکی از نیروهای وابسته به دولت نخست جمهوری اسلامی ایران بود که بعد از سه ماه برکنار شد. به گفته محمدعلی رحمانی، یکی از فرماندهان بسیج، مجد به سازمان مجاهدین خلق ایران گرایش پیدا کرد. مجد از فرماندهی بسیج ملی عزل شد و حتی دستور دستگیری وی صادر شد که بعدها به مشهد و سپس به خارج از ایران گریخت.